# Aliaguilla
Aliaguilla es un municipio español de la provincia de Cuenca, en la comunidad autónoma de Castilla-La Mancha. Ubicado en la comarca de la Serranía Baja, en el límite con la Comunidad Valenciana, tiene una población de 611 habitantes (INE 2024).

## Geografía
Aliaguilla se encuentra al este de la provincia, junto a la sierra del mismo nombre. Limita con las siguientes localidades: Mira, Garaballa, Talayuelas y Casillas de Ranera, Camporrobles, Sinarcas y Utiel, estas tres últimas de la provincia de Valencia.

## Historia
Según dice el Corpus de Castillos Medievales de Castilla: en la cima del cerro Cuesta de la Torre, en cuya falda está asentado el pueblo, hubo una pequeña atalaya o castillo de carácter defensivo y de vigilancia perteneciente al Marquesado de Moya, del cual formaba parte, cuyos restos han desaparecido.

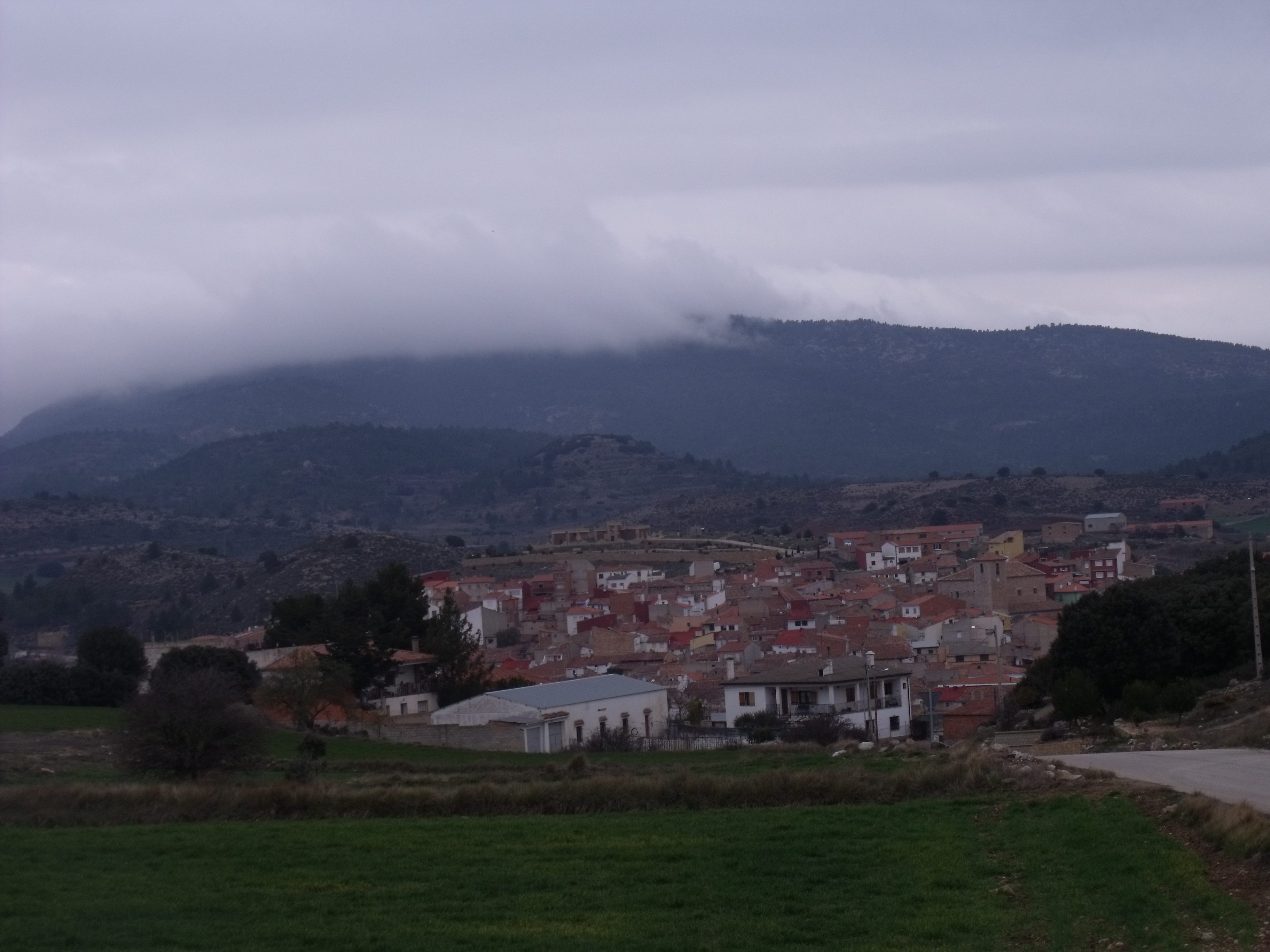
Aliaguilla

El municipio actual está situado en la falda sur de un cerro llamado Cuesta de la Torre, sin duda por su atalaya medieval, en donde tuvo principio esta población. En su término, en Torre de la Huerta, se halla una torre andalusí situada a media hora del casco urbano. A 3 km de la localidad está la Cueva de Collado de Plata y cerca de ella, en el monte Sobrarías, se han encontrado restos de un poblamiento fortificado de origen íbero y monedas romanas pertenecientes a la plaza de Sobrarías.
Hacia mediados del siglo XIX, el lugar tenía contabilizada una población de 715 habitantes. Aparece descrito en el primer tomo del Diccionario geográfico-estadístico-histórico de España de Pascual Madoz.

## Demografía
Aliaguilla cuenta con una población de 611 habitantes (INE 2024).
| Gráfica de evolución demográfica de Aliaguilla entre 1842 y 2021                                                    |
| |
| Población de derecho según los censos de población del INE Población de hecho según los censos de población del INE |

## Administración
| Periodo   | Nombre                   | Partido |
| --------- | ------------------------ | ------- |
| 1979-1983 | José Ramírez             | PCE     |
| 1983-1987 | José Martínez Bernés     | PCE     |
| 1987-1991 | Tomás                    | PSOE    |
| 1991-1995 | Tomás                    | PSOE    |
| 1995-1999 | Tomás                    | PSOE    |
| 1999-2003 | Vicente Martínez Sánchez | PSOE    |
| 2003-2007 | Ángel Martínez Hernández | PSOE    |
| 2007-2011 | Ángel Martínez Hernández | PSOE    |
| 2011-2015 | Ángel Martínez Hernández | PSOE    |
| 2015-2019 | Manuel Sáez Palomares    | PSOE    |
| 2019-2023 | Manuel Sáez Palomares    | PSOE    |

## Patrimonio histórico-artístico
- Iglesia parroquial de la Asunción. Notable edificio con atrio exterior y dos grandes arcadas de medio punto, y sencilla torre cuadrangular a los pies, lado de la epístola. La entrada al templo posee otra arcada asimismo de medio punto, adovelada y con altas impostas voladas. El interior es de una sola nave basada en cuatro tramos separados por pilastras ornadas de damasquinado y un ábside de tres lados: destaca la decoración de yesería en la bóveda y las pinturas del techo. Los elementos barrocos fueron añadidos tras la reconstrucción del templo en la segunda mitad del siglo XVII (1670), obra atribuida a Tomás Cortés Plazoleta, maestro cantero vecino de Moya. El templo guarda una bella talla de san Antonio de Padua.
- Durante la Revolución Española de 1936, el templo sufrió la destrucción de altares y la quema de sus imágenes, daños extensivos a la ermita de San Antonio. Asimismo, fue quemado el Archivo Parroquial (y Municipal) y las ropas de culto, las campanas fueron tiradas y robadas. La casa parroquial fue también asaltada y saqueada y el párroco –don Ángel Cañete Jiménez- asesinado: su cuerpo fue encontrado en una finca particular del término de Garaballa.[3]
- Ermita de San Antonio de Padua. Interesante edificio situado en las proximidades el pueblo, paraje de La Hoya. Posee una sencilla portada, entrada en arco de medio punto, planta de cruz latina, y gran bóveda de cañón con lunetos y decorada en el crucero. Adosada al edificio, conserva la casa del santero que ataño cuidaba del ermitorio, singular muestra de arquitectura vernacular: su interior conserva una distribución tradicional, cocina, alacenas, dormitorio.

## Fiestas y tradiciones

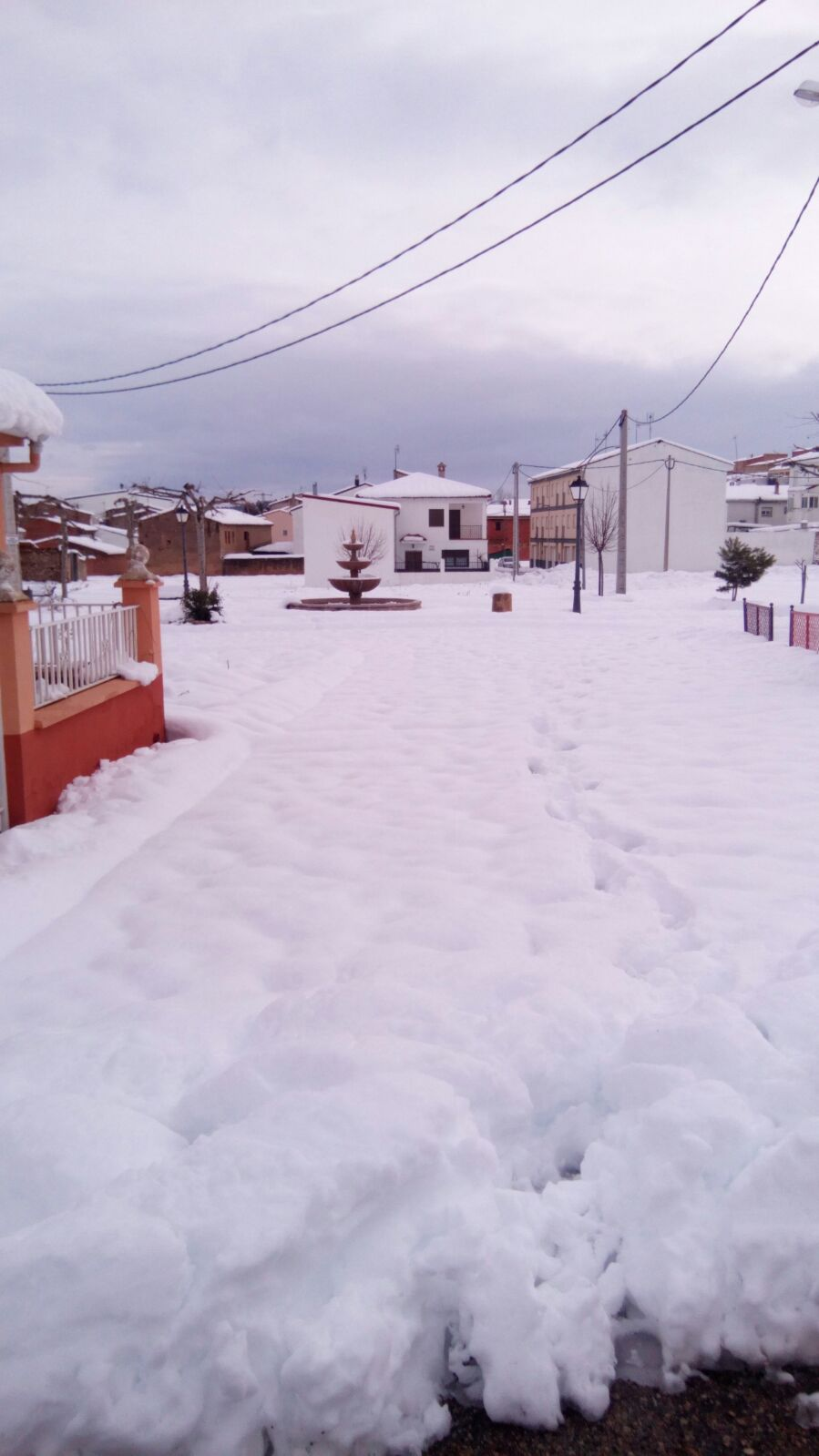
Nieve en Aliaguilla

Aliaguilla celebra sus fiestas el día 13 de junio, en honor a San Antonio de Padua, patrón de la localidad, y el 16 de agosto en honor de san Roque
El último fin de semana de julio tiene lugar la Feria Ganadera, Agrícola y Gastronómica.

## Personajes Ilustres
- Andrés García García